# Joel Henry Ferziger
Pour les articles homonymes, voir Joël Henry et Henry.
Joel Henry Ferziger, né le 24 mars 1937 à Brooklyn, New York et mort le 16 août 2004 à Stanford, est un mécanicien des fluides américain. Ses travaux en mécanique des fluides numérique ont permis des avancées dans le domaine de la turbulence.

## Biographie
Après des études de premier cycle à l'université Cooper Union il effectue un master puis un Ph.D. en physique atomique à l'université du Michigan sous la direction de Paul Frederick Zweifel en 1962.
Il devient professeur de l'université Stanford où il effectuera toute sa carrière.

## Prix et distinctions
- 1987 - Prix de recherche Humboldt de la Fondation Alexander-von-Humboldt
- 1991 - Prix de recherche Max-Planck de la Fondation Alexander-von-Humboldt et de la Société Max-Planck

## Ouvrages publiés
- (en) Joel Henry Ferziger, Hans Gerard Kaper, Mathematical Theory of Transport Processes in Gases, North Holland Publishing Company, 1972,  (ISBN 0-720-42046-6)
- (en) Joel Henry Ferziger, Numerical Methods for Engineering Applications, 2e éd., Wiley-Interscience, 1998  (ISBN 978-0-471-11621-9)
- (en) Joel Henry Ferziger, Milovan Peric, Computational Methods for Fluid Dynamics, 3e éd., Springer-Verlag, 2002  (ISBN 978-3-642-56026-2)